# 816 Juliana
(816) Juliana is een planetoïde die in een baan om de zon draait. De planetoïde meet 50,75 km in diameter. Het hemellichaam werd ontdekt op 8 februari 1916 door Max Wolf van de Landessternwarte Heidelberg-Königstuhl Observatorium in Heidelberg, Duitsland. Wolf heeft de naam gegeven ter ere van prinses Juliana, de latere koningin van Nederland.